# Terrence Caroo
Terrence Caroo (ur. 30 sierpnia 1964) – trener piłkarski z Saint Lucia. 

## Kariera trenerska
Od stycznia 2006 do czerwca 2010 prowadził reprezentację Saint Lucia.